# 모바일 신문
모바일 신문 또는 모바일 뉴스(Mobile news)는 모바일 장치를 이용하여 뉴스를 전달하고 만드는 것을 의미한다.

## 모바일 뉴스 전달
오늘날 모바일 뉴스 전달은 SMS, 특수 애플리케이션 또는 미디어 웹사이트의 모바일 버전을 통해 이루어질 수 있다. 6개 국가(프랑스, 독일, 이탈리아, 스페인, 영국, 미국)에 대한 최근 시장 조사에 따르면 소비자의 16.9%가 브라우저, 다운로드한 애플리케이션 또는 SMS 알림을 통해 모바일 장치를 통해 뉴스와 정보에 액세스한다.
모바일 뉴스 전달에 대한 수요는 빠르게 증가하고 있으며, 지난해에만 모바일 뉴스에 대한 일일 액세스가 107% 증가했다. 예를 들어, 뉴욕 타임스 모바일 사이트의 조회수는 2007년 1월의 500,000회에 비해 2008년 5월에는 1,900만회를 기록했다.
2011년 7월 18일, 타임 워너는 CNN과 헤드라인 뉴스의 뉴스 보도가 인터넷을 통해 실시간으로 스트리밍될 것이며 사람들이 특정 유료 TV 서비스에 가입하면 노트북, 스마트폰 또는 태블릿에서 시청할 수 있다고 발표했다.
2014년부터 많은 미디어 회사는 자신이 선택한 빠르고 짧은 뉴스를 전달하여 전 세계 사용자의 참여를 유도하기 위해 뉴스대시를 포함한 기본 모바일 애플리케이션을 출시했다.

## 모바일 뉴스 제작
모바일 뉴스는 또한 소규모 커뮤니티의 손에 속보 보도의 힘을 부여하고 라디오, TV, 신문과 같은 기존 미디어에 비해 휴대전화를 사용하기 쉽기 때문에 사용자 간의 정보 교환을 훨씬 더 쉽게 촉진할 수 있는 잠재력을 가지고 있다. , 일부 비평가들은 품질 문제, 저널리즘 기준 및 전문성에 관심을 갖고 있다.
모바일 전화와 모든 기능을 갖춘 모바일 장치는 또한 행동주의와 시민저널리즘을 촉진한다. 개인의 노력뿐 아니라 CNN, 로이터, 야후! 등 주요 언론 매체들도 시민기자의 힘을 활용하려 하고 있다.
모바일 뉴스의 생성은 처음에는 문자 알림 수신의 인기에 힘입어 시작되었고, 이후 모바일 회사가 소셜 미디어를 수용하여 콘텐츠 생성을 쉽고 접근 가능하게 만들면서 엄청나게 가속화되었다.

## 같이 보기
- 시민저널리즘